# Провинција Хида
Хида (јап. 飛騨国) је једна од 66 историјских провинција Јапана, која је постојала од почетка 8. века (закон Таихо из 703. године) до Мејџи реформи у другој половини 19. века. Хида се налазила у унутрашњости острва Хоншу, без излаза на море, у области Тосандо.
Царским декретом од 29. августа 1871. све постојеће провинције замењене су префектурама. Територија Хиде одговара северној половини данашње префектуре Гифу.

## Географија
Хида је била једна од ретких континенталних провинција у Јапану. На северу се граничила са провинцијом Ечу, на југу са провинцијом Мино, на западу са провинцијама Кага и Ечизен, а на истоку са провинцијом Шинано.